# Oxyopes sunandae
Oxyopes sunandae là một loài nhện trong họ Oxyopidae.
Loài này thuộc chi Oxyopes. Oxyopes sunandae được Benoy Krishna Tikader miêu tả năm 1970.